# Choi Go
Choi Go (kor. 최고; ur. 16 listopada 2012 r. w Cheongju) – południowokoreański aktor.

## Życiorys
Choi Go urodził się 16 listopada 2012 roku w miejscowości Cheongju. Z zawodu zajmuje się aktorstwem i modelingiem.

## Filmografia

### Filmy
- 2017: Porwana pamięć jako młody Yoo-seok[3]
- 2018: Eo-jjeo-da kyeol-hun jako Park Hee-ro

### Telewizja
- 2019: Geu-nyeo-eui Sa-saeng-hwal jako młody Ryan Gold (gościnnie)
- 2020:
  - Memorials jako Kim Ja-ryoung[4]
  - Sweet Home jako Kim Yeong-soo[5]

## Nagrody i nominacje
W 2020 roku Choi Go został nominowany do KBS Drama Awards w kategorii "Best Young Actor".